# Mur d'escuts

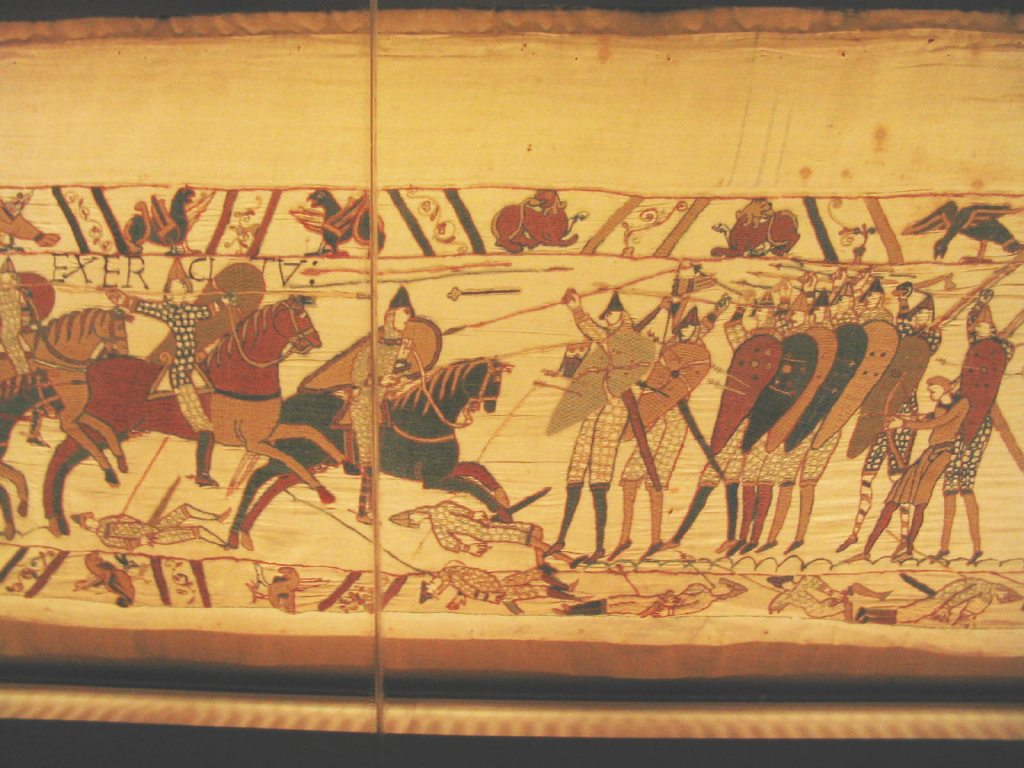
Mur d'escuts anglosaxó contra la cavalleria normanda a la batalla de Hastings (escena del Tapís de Bayeux)

La formació d'un mur d'escuts (scieldweall o bordweall en anglès antic, skjaldborg en nòrdic antic) és una tàctica militar que era habitual en moltes cultures a l'època de la guerra pre- moderna moderna. Hi havia moltes lleugeres variacions d'aquesta tàctica entre aquestes cultures, però en general, un mur d'escuts era una "paret d'escuts" formada per soldats que estaven en formació espatlla amb espatlla, que sostenien els seus escuts perquè estiguessin contraposats o superposats. Cada soldat es beneficia de la protecció tant dels escuts dels seus veïns com dels seu.

## Història

### Edat antiga

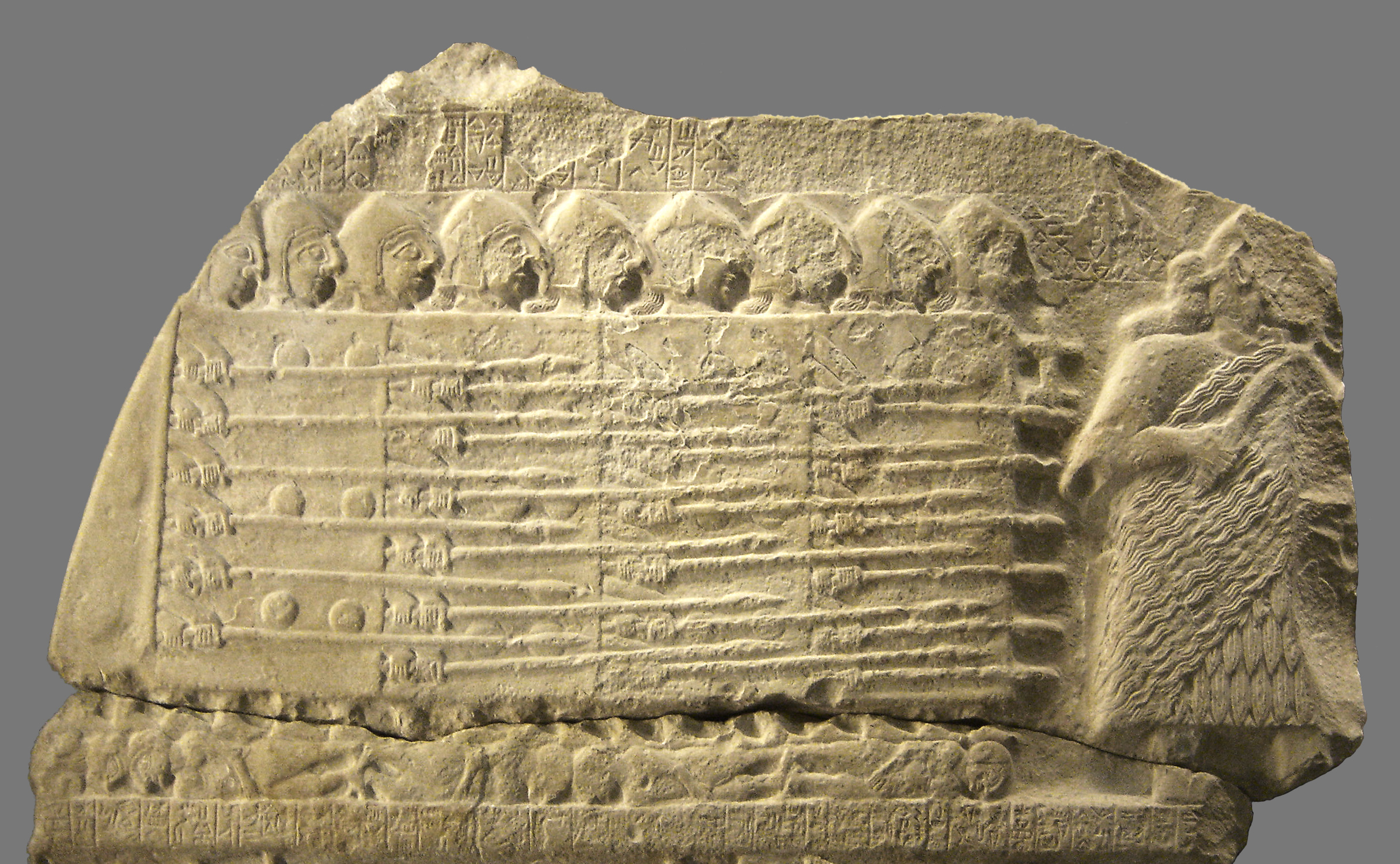
Antiga representació del mur d'escut d'infanteria sumèria, procedent de l'estela dels voltors en honor a la victòria del rei Eannatum de Lagaix sobre Umma, cap a l'any 2500 aC

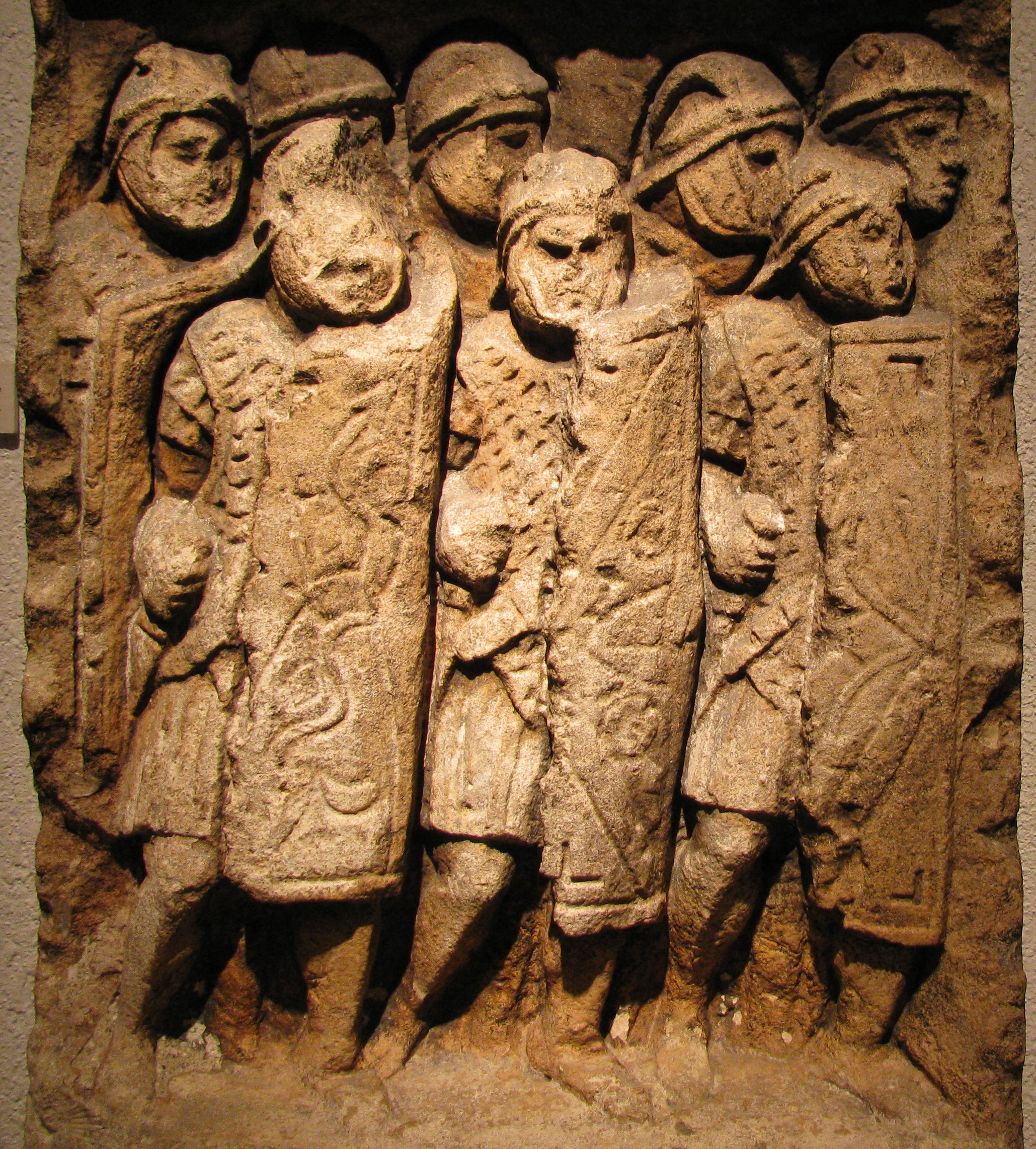
Legionaris romans en formació, estela trobada a Glanum, exposada al Museu Galloromà de Lyon-Fourvière

Aquesta tàctica era coneguda per ser utilitzada per molts exèrcits antics, incloent-hi el persa Sparabara, la falange grega i la legió romana, encara que es desconeix el seu origen i difusió. Pot haver-se desenvolupat independentment més d'una vegada.
Tot i que es registra poca cosa sobre les seves tàctiques militars, l'Estela dels voltors representa soldats sumeris en una formació de mur d'escut durant el tercer mil·lenni aC.
Al segle vii aC, els murs d'escuts a l'antiga Grècia ja estan ben documentats. Els soldats d'aquestes formacions de parets d'escuts s'anomenaven hoplites, anomenats així pels seus escuts (hopla, "ὅπλα"). Els escuts Hoplon ("Όπλον") tenien tres metres de diàmetre, de vegades coberts de bronze. En lloc de lliurar batalles individuals en grans escaramusses, els hoplites van lluitar com a unitats cohesionades en aquesta estreta formació amb els seus escuts empenyent cap endavant contra l'home del davant (per utilitzar el pes dels nombres). La meitat esquerra de l'escut es va dissenyar per cobrir el costat dret de l'hoplita no protegit que hi havia al costat. Els pitjors, o els més nous, serien situats al mig de la formació per proporcionar-los seguretat tant física com psicològica.
En una falange, l'home de la dreta de cada guerrer tenia un paper important; tapava el costat dret del guerrer que tenia al costat amb el seu escut. Això feia que tots els escuts es superposessin i formessin així una línia de batalla sòlida. El propòsit de la segona fila era matar els soldats de la primera línia d'un mur d'escut enemic, i així trencar la línia. Totes les altres files tenien pes per al partit empenyedor que sempre es produïa quan cada banda intentava trencar la paret de l'altra. Quan es va trencar un mur, la batalla es va convertir en un cos a cos únic en què el bàndol del qual es va esfondrar tenia un greu desavantatge.
L'escut romà era un gran escut dissenyat per encaixar amb altres per formar un mur d'escuts, tot i que no es solapava. Les legions romanes utilitzaven un tipus extrem de mur d'escut anomenat formació de testudo que cobria la part frontal, els laterals i la part superior. En aquesta formació, les files exteriors formaven una densa paret vertical d'escut i les files interiors mantenien escuts sobre els seus caps, formant així una defensa semblant a una tortuga, ben protegida contra els projectils. Encara que molt eficaç contra els projectils, aquesta formació era lenta i vulnerable a estar aïllada i envoltada d'esquadrons de soldats enemics. Cèsar, a De Bello Gallico, descriu els germànics lluitant en una formació estreta semblant a la falange amb llargues llances que sobresurten sobre els seus escuts.
Als exèrcits tardoromans i romans d'Orient, les formacions similars d'escuts tancats i llances projectants s'anomenaven fulcum (φοῦλκον, phoulkon en grec), i es van descriure per primera vegada a finals del segle vi a l'Estratègicon. Les legions romanes solien estar ben entrenades i sovint feien servir espases en punxa curtes (com la gladius) en el combat proper, que inevitablement resultaven quan els seus murs d'escuts contactaven amb l'enemic. Com que els auxiliars sovint estaven menys ben armats, s'utilitzava habitualment una mur d'escuts amb llancers per proporcionar una millor defensa.
Els infants daylamites utilitzaven sòlids murs d'escut mentre avançaven contra els seus enemics i utilitzaven les seves llances curtes de dues puntes i destrals de batalla per darrere.

### Alta edat mitjana

#### Tàctiques
El mur de l'escut s'utilitzava habitualment a moltes parts del nord d'Europa, com Anglaterra i Escandinàvia.
En les batalles entre els anglosaxons i els danesos a Anglaterra, la major part de l'exèrcit saxó hauria consistit en la inexperta Fyrd, una milícia composta per camperols lliures. La tàctica del mur d'escuts s'adaptava a aquests soldats, ja que no requeria una habilitat extraordinària, essencialment un partit empenta i esgrima amb armes.
Les tres primeres files de la muralla principal haurien estat formades per guerrers selectes, com els huscarls i els thegns, que portaven armes més pesades i portaven armadures consistentment. També hi hauria hagut nobles, com thegns i earls, que haurien tingut els seus propis retenidors blindats i guardaespatlles. No obstant això, la gran majoria dels oponents en aquestes batalles estaven armats amb llances, que utilitzaven contra les cames o rostres desprotegits dels seus oponents. Sovint, els soldats utilitzaven les seves armes per recolzar-se mútuament apunyalant i tallant a l'esquerra o a la dreta, en lloc de només al davant. Armes curtes, com l'omnipresent seax, també es podria utilitzar a les zones estretes del mur. L'ús limitat de tir amb arc i armes de míssils projectils es va produir en les primeres etapes de les batalles contra el mur d'escuts, però poques vegades van ser decisius per al resultat.
L'inconvenient de la tàctica del mur d'escuts era que, un cop trencat, tota la formació tendia a trencar-se bastant ràpidament. Els Fyrdmen relativament lleugerament entrenats podien guanyar moral en ser espatlla a espatlla amb els seus companys, però sovint fugien una vegada que això estava compromès. Un cop trencat el mur, podria resultar difícil o impossible restablir una línia defensiva, i el pànic podria aparèixer entre els defensors.
Tot i que la importància de la cavalleria a la batalla de Hastings augurava el final de la tàctica del mur d'escuts, es continuarien emprant murs massius fins a finals del segle xii, especialment en zones inadequades per a la guerra muntada a gran escala, com ara Escandinàvia, els Alps suïssos i Escòcia.

#### Exemples
La tàctica es va utilitzar a la batalla de Stamford Bridge, on l'exèrcit saxó relativament ben armat va colpejar l'exèrcit víking del rei Harald Sigurdsson de Noruega sense saber-ho. Els víkings no portaven tanta armadura, ja que havien deixat la impedimenta als vaixells i només portaven els cascos, i després d'una cruenta batalla de mur d'escuts contra mur d'escuts, van fugir de pànic. Tots dos bàndols van perdre de 5.000 a 6.000 homes cadascun, però la superioritat numèrica dels anglesos va guanyar la batalla.
Els dos bàndols de la batalla de Hastings són representats utilitzant la tàctica al tapís de Bayeux, encara que la batalla es va guanyar finalment mitjançant una combinació de cavalleria muntada normanda, i la impetuositat i la fatiga de batalla dels guerrers saxons.

### Declivi
El mur d'escuts com a tàctica ha disminuït i ha estat ressuscitat diverses vegades. Per exemple, a les falanges grec, a mesura que la dory va donar pas a la sarissa, es va fer impossible portar un gran escut i, per tant, es va abandonar (es feien servir escuts més petits).
Igualment, a la Baixa Edat Mitjana, l'escut va ser abandonat a favor de les armes d'asta portades amb les dues mans (i sovint armadura parcial de plaques), donant lloc a tàctiques de quadres de piques.

## Ús en temps moderns

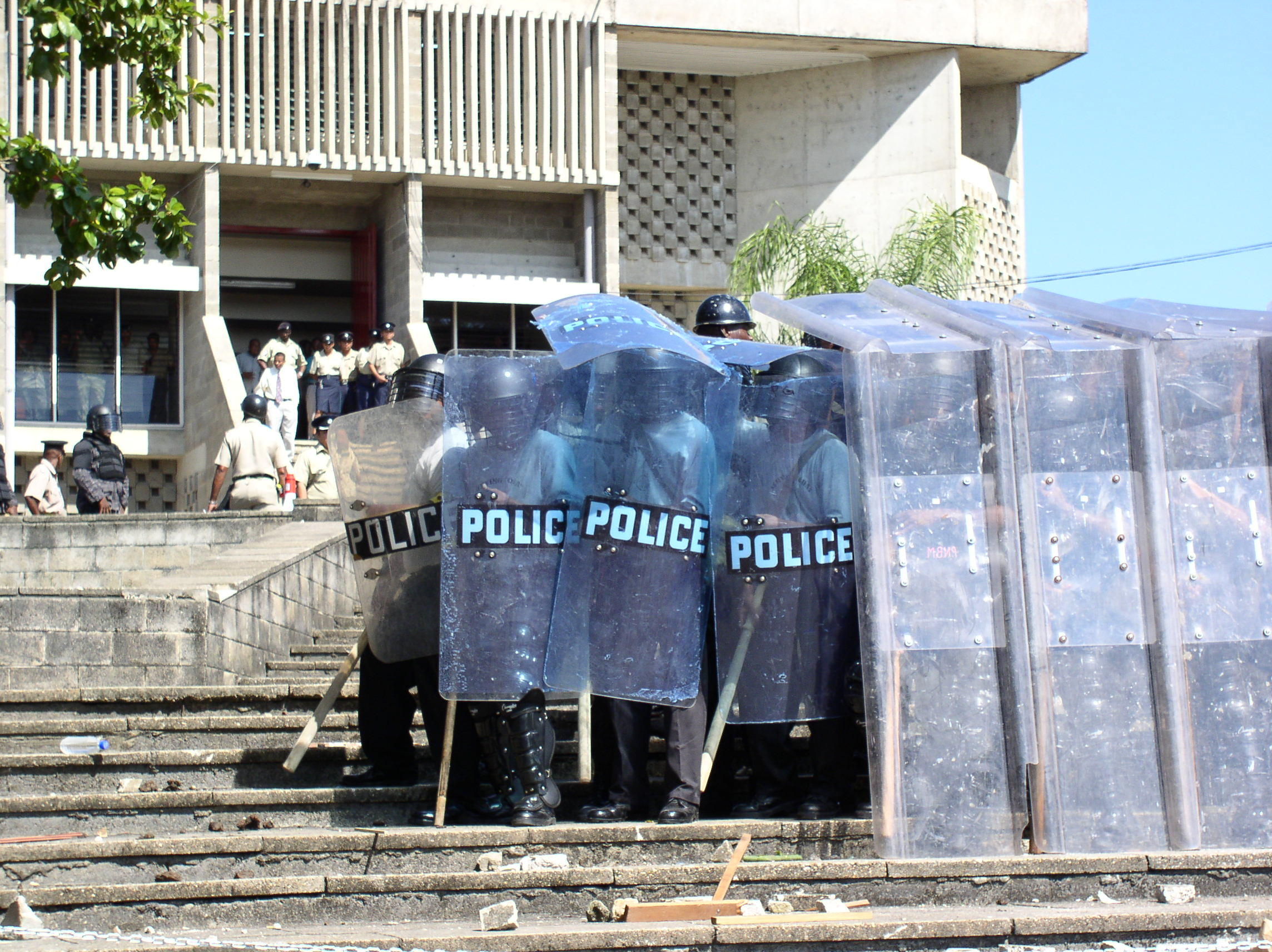
La policia forma un mur d'escut testudo

Tot i que està obsoleta com a tàctica militar a causa de les armes de foc i els explosius, un mur d'escuts antidisturbis continua sent una formació habitual per a la policia de tot el món per protegir-se contra grans grups mitjançant armes improvisades, cops de puny, puntades de peu i objectes llançats com maons, ampolles i còctels Molotov.